# La Argentina (1865)
La barca La Argentina fue un buque de transporte armado que prestó servicios en la Armada Argentina durante la Guerra de la Triple Alianza.

## Historia
La barca La Argentina, de 30 m de eslora, 5 de manga, 2,25 de calado y un desplazamiento de 210 tn, fue adquirida por la República Argentina en 1865 al estallar la Guerra del Paraguay para ser destinada a operar como transporte armado para las fuerzas aliadas. Armada con 1 cañón de a 12 y 1 de a 8 y al mando del capitán Bernabé Rodríguez se incorporó a la escuadra argentina en el río Paraná.
En 1867 luchó en Humaitá donde su comandante fue muerto a consecuencia de una bala enemiga. Entre 1868 y 1870 al mando sucesivo del teniente Felipe Casavega y el subteniente Antonio Canellas fue destinada a la evacuación de heridos entre Humaitá y Asunción del Paraguay.
Se destinó en 1870 por breve tiempo como estacionario en Asunción. En 1871 fue dada de baja del servicio, siendo rematada por el martillero Bullrich en m$c 11000, venta aprobada por decreto del poder ejecutivo nacional del 7 de mayo de 1871 firmado por el presidente Domingo Faustino Sarmiento y su ministro de Relaciones
Exteriores y Culto Carlos Tejedor.